# Journal of Applied Biomedicine
Das Journal of Applied Biomedicine, abgekürzt J. Appl. Biomed., ist eine wissenschaftliche Fachzeitschrift, die vom Elsevier-Verlag veröffentlicht wird. Die Zeitschrift erscheint mit vier Ausgaben im Jahr. Es werden Arbeiten veröffentlicht, die sich mit der Umsetzung von medizinischer Grundlagenforschung in klinische Studien beschäftigen.
Der Impact Factor lag im Jahr 2014 bei 1,302. Nach der Statistik des ISI Web of Knowledge wird das Journal mit diesem Impact Factor in der Kategorie Pharmakologie und Pharmazie an 190. Stelle von 254 Zeitschriften geführt.